# NGC 2656
NGC 2656 is een elliptisch sterrenstelsel in het sterrenbeeld Grote Beer. Het hemelobject werd op 10 februari 1831 ontdekt door de Britse astronoom John Herschel.

## Synoniemen
- MCG 9-15-25
- ZWG 264.15
- VV 703
- PGC 24707